# Let’s Play the Music of Thad Jones
Let's Play the Music of Thad Jones – album muzyczny amerykańskiego pianisty jazzowego Tommy'ego Flanagana i towarzyszącej mu sekcji rytmicznej, nagrany 4 kwietnia 1993 w Focus Studio w Kopenhadze, w Danii. 
Autorem wszystkich kompozycji nagranych na płycie jest Thad Jones. CD wydany w 1993 przez wytwórnię Enja.

## Muzycy
- Tommy Flanagan – fortepian
- Jesper Lundgaard – kontrabas
- Lewis Nash – perkusja

## Lista utworów
| 1.  | "Let's"             | 5:35  |
|     |                     |       |
| 2.  | "Mean What You Say" | 5:41  |
|     |                     |       |
| 3.  | "To You"            | 3:36  |
|     |                     |       |
| 4.  | "Bird Song"         | 5:31  |
|     |                     |       |
| 5.  | "Scratch"           | 5:25  |
|     |                     |       |
| 6.  | "Thadrack"          | 4:41  |
|     |                     |       |
| 7.  | "A Child Is Born"   | 6:21  |
|     |                     |       |
| 8.  | "Three in One"      | 6:05  |
|     |                     |       |
| 9.  | "Quietude"          | 5:15  |
|     |                     |       |
| 10. | "Zec"               | 3:53  |
|     |                     |       |
| 11. | "Elusive"           | 7:09  |
|     |                     |       |
|     |                     | 59:12 |
|     |                     |       |

## Informacje uzupełniające
- Produkcja – Diana Flanagan
- Producent wykonawczy – Matthias Winckelmann
- Inżynier dźwięku – Hans Nilsen
- Mastering – Wolfgang Meyscheider
- Tekst wkładki do płyty – Scott Yanow
- Zdjęcia – Patrick Hinely
- Projekt okładki – Elisabeth Winckelmann
- Łączny czas nagrań – 58:47